# Adrian Monk
Adrian Monk je fiktivní postava amerického seriálu Můj přítel Monk. Tuto postavu hraje Tony Shalhoub.

## Život
Monk se dle seriálu narodil v roce 1959. Roku 1981 promoval na Berkeleyho univerzitě.
Monkova porucha a fobie naplno propukly poté, co byla v roce 1997 zabita jeho manželka Trudy Monková bombou nastraženou v autě. Monk se stále v průběhu snaží zjistit, kdo za touto vraždou stál, zatím zjistil, že za atentátem stál šestiprstý Warrick Tennyson. Monk také pomáhá sanfranciské policii při řešení těžkých případů jako konzultant.
V několika dílech se zmiňuje o 312 fobiích, kterými Monk trpí. Mezi těmito fobiemi se nachází například fobie z mléka, výšek či bakterií.
První Monkova ošetřovatelka, která jej jako první vyvedla z jeho domu byla Sharona Flemingová (1. a 2. série), avšak ta po několika letech práce u Monka odchází a stěhuje se do New Jersey. Jeho stav se opět zhoršuje a zlom nastává, když nachází náhradu za Sharonu v Natalii Teegerové.

## Rodina
Adrian má bratra, Ambrose, po Trudině smrti se ale přestali stýkat, protože Ambrose Adriana z Trudiiny smrti obviňoval. Jejich otec, Jack, opustil rodinu, když Adrian a Ambrose byli malí, což mělo vliv na jejich poruchy. Ambrose ale přesto věří v otcův návrat. V jejich původním domě, kde teď bydlí sám, udržuje stále jeho věci na stejném místě a schovává mu poštu. Adrianova matka zemřela roku 1994.
Poté, co se Monkův otec opustil rodinu, našel si novou ženu Darlene, se kterou měl třetího syna – Jacka Jr. Monka, Adrianova a Ambrosova nevlastního bratra.